# Silverryggig törnkråka
Silverryggig törnkråka (Cracticus argenteus) är en fågel i familjen svalstarar inom ordningen tättingar.

## Utbredning och systematik
Den delas upp i två underarter med följande utbredning:
- C. a. argenteus – låglänta områden på Nya Guinea, västpapuanska öarna, Aruöarna, Yapen och Biak
- C. a. colletti – norra Northern Territory i Australien (Daly River till Arnhem Land)

Tidigare betraktades den som underart till grå törnkråka (C. torquatus).

### Familjetillhörighet
Törnkråkorna i Cracticus, flöjtkråkan (Gymnorhina tibicen), kurrawongerna i Strepera samt de två arterna i Peltops placerades tidigare i den egna familjen Cracticidae. Dessa är dock nära släkt med svalstararna i Artamidae och förs allt oftare dit.

## Status
Arten har ett stort utbredningsområde och internationella naturvårdsunionen IUCN kategoriserar arten som livskraftig. Beståndsutvecklingen är dock oklar.